# Мейонг, Альбер
Альбе́рт Мейо́нг Зе (фр. Albert Meyong Zé; род. 19 октября 1980[…], Яунде) — камерунский футболист, нападающий. Выступал в сборной Камеруна.

## Клубная карьера
Мейонг родился в Яунде и сыграл свой первый матч в Европе ещё юношей, в составе итальянского клуба «Равенна». После половины сезона в Серии B он перебрался в португальский «Сетубал», с которым выиграл Кубок Португалии в 2005 году, забив победный гол в финале против «Бенфики».
Летом 2005 года Мейонг подписал двухлетний контракт с «Белененсишем», в составе которого он стал лучшим бомбардиром лиги, несмотря на финиш клуба в подвале турнирной таблицы), а через год переехал в «Леванте». В связи с несвоевременной выплатой заработной платы он был отдан в аренду в «Альбасете», всего раз сыграв за «Леванте» в сезоне 2007/08.
В январе 2008 года Мейонг вернулся в Португалию в аренду в «Белененсиш» и забил гол в матче против «Навала» (2:1 дома). Однако для Мейонга это уже был третий клуб в сезоне, и ФИФА признала аренду незаконной и наказала «Белененсиш» потерей шести очков в таблице и техническим поражением в матче с «Навалом».
В августе 2008 года Мейонг перешёл в «Брагу». 23 августа он забил свой первый гол за свою новую команду в победной 2-0 иге против «Пасуш де Феррейра». 18 августа он оформил хет-трик в Кубке УЕФА в ворота словацкой «Артмедии» (4:0 дома). В середине сезона 2008/09 контракт Мейонга был продлен ещё на один год, до июня 2011 года.
В сезоне 2009/10 Мейонг стал одним из ключевых игроков «Браги», забив 11 голов, чем помог клуб занять второе место в чемпионате — лучший результат в истории «Браги». По ходе сезона игрок забил, в частности, победный гол в ворота лиссабонского «Спортинга» (2:1), а также два поздних гола в напряженном матче против «Гимарайнша» (3:2).
В конце декабря 2011 года Мейонг покинул «Брагу» после двух сезонов с малой игровой практикой, вместе с Родриго Гало, Маркосом и Франом Мерида. Не сумев договориться с «Насьоналом» и «Фейренсе», он в конце концов вернулся в «Сетубал» спустя почти семи лет.
По ходу сезона 2012/13 Мейонг стал одним из лучших бомбардиров турнира, наряду с Джексоном Мартинесом и Оскаром Кардосо. Тем не менее, в начале февраля 2013 года, Мейонг перебрался в Луанду, в ангольский клуб «Кабушкорп».

## Международная карьера
Мейонг играл за сборную Камеруна в течение пяти лет, с момента своего дебюта в 2004 году. Он также представлял свою страну на летних Олимпийских играх 2000, где выиграл с командой золотую медаль.
Мейонг был вызван в сборную на Кубок Африки 2006. Тренер Артур Жорже ставил его в основу в связке с Самуэлем Это’О, и Мейонг забил два гола: один в групповом этапе против Того, второй в четвертьфинале против Кот-д'Ивуара, но «львы» проиграли тот мачт в серии пенальти 11:12.

## Достижения
Клубные:
Сетубал
- Кубок Португалии по футболу: 2004/05

Брага
- Кубок Интертото: 2008
- Финалист Лиги Европы УЕФА: 2010/11

Кабушкорп
- Чемпионат Анголы по футболу: 2013
- Кубок Анголы по футболу: 2014

Международные:
Летние Олимпийские игры2000
Индивидуальные:
- Лучший бомбардир чемпионата Португалии: 2005/06
- Лучший бомбардир Кубка Португалии: 2004/05
- Лучший бомбардир чемпионата Анголы: 2013, 2014